# Pit Babe
Pit Babe: The Series (พิษเบ๊บ) é uma série de televisão tailandesa de 2023 estrelada por Naret Promphaopun (Pavel) e Krittin Kitjaruwannakul (Pooh). Baseada no romance de mesmo nome de _alittlebitch (também conhecida como alittlebixth).
Dirigida por Nopachai Jayanama (Peter) e produzida pela CHANGE2561, estreou oficialmente em 10 de novembro de 2023 na One31. Terminou em 9 de fevereiro de 2024, após 13 episódios. Em 25 de abril de 2024, a série foi renovada para uma segunda temporada. A segunda temporada estreou oficialmente em 2 de maio de 2025.

## Sinopse
Charlie (Pooh Krittin), um jovem recém-formado, quer ser piloto de corrida, mas não tem seu próprio carro de corrida. A única solução que ele encontrou foi pedir ajuda a Babe (Pavel Naret), um famoso piloto de corrida. No entanto, Babe concorda em ajudá-lo a realizar seu sonho, mas com a condição de que Charlie se torne alguém que o obedece. Um acordo quente começa oficialmente...

## Elenco

### Principal
- Naret Promphaopun (Pavel) como Babe
- Krittin Kitjaruwannakul (Pooh) como Charlie

### Recorrente
- Supanut Lourhaphanich (Nut) como Ponrawat Wachirabantoon (Way)
- Hemmawich Kwanamphaiphan (Sailub) como Alan
- Thanapon Aiemkumchai (Pon) como Jeff
- Orbnithi Leelavetchabutr (Ping) como Pete
- Pantach Kankham (Garfield) como Kenta
- Kiettisak Vatanavitsakul (Michael) como North
- Supakorn Saokhor (TopTen) como Sonic
- Asre Watthanayakul (Lee) como Dean
- Pataraphol Wanlopsiri (Pop) como Winner
- Atthanin Thaninpanuvivat (Benz) como Kim
- Vorarit Vaijairanai (S) como Tony Chen

### Convidado
- Byron Bishop como Reval, pai de Babe (Ep. 12)
- Supakorn Kantanit (Guitar) como Andy, encarregado de Tony
- Natchaphat Kerdmuangsamut (Than) como Babe (criança) (Ep. 7)

## 2ª Temporada
Em 25 de abril de 2024, a CHANGE 2561 anunciou em uma coletiva de imprensa que a série foi renovada para uma segunda temporada chamada Pit Babe 2. Em 12 de dezembro do mesmo ano, a CHANGE 2561 realizou uma coletiva de imprensa para a segunda temporada. Em 23 de janeiro de 2025, a segunda temporada começou oficialmente a ser filmada. A segunda temporada estreou oficialmente em 2 de maio.